# Canadian Championship 2017

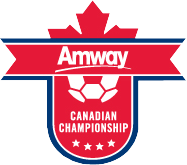
Logo del Canadian Championship

Il Canadian Championship 2017 è stata la decima edizione del Canadian Championship organizzata dalla Canadian Soccer Association. Hanno partecipato il FC Edmonton della North American Soccer League, l'Ottawa Fury FC della United Soccer League, e Impact de Montréal, Toronto FC e Vancouver Whitecaps FC della Major League Soccer, il massimo campionato nordamericano. Il detentore era il Toronto FC.
Il torneo si è svolto nei mesi di maggio e giugno, e la vincitrice, oltre ad aggiudicarsi la Voyageurs Cup, avrebbe dovuto sfidare la vincitrice del Canadian Championship 2016 in uno spareggio per stabilire la rappresentante del Canada nella CONCACAF Champions League 2018, ma l'incontro non è stato necessario visto che entrambe le edizioni sono state conquistate da Toronto.
A partire da questa edizione ogni squadra ha dovuto schierare nella formazione iniziale almeno tre giocatori canadesi.

## Tabellone
Le squadre sono state inserite nel tabellone sulla base dei risultati ottenuti nella stagione 2016. Le tre squadre partecipanti alla Major League Soccer sono state inserite in posizione 1, 2 e 3 in base al piazzamento in classifica ottenuto alla fine della regular season, mentre le due squadre delle categorie inferiori si affrontano in uno spareggio per l'accesso alle semifinali.
|  | Preliminare | Preliminare | Preliminare | Preliminare |  |  | Semifinali | Semifinali          | Semifinali | Semifinali |  |   | Finale     | Finale          | Finale | Finale |
|  |             |             |             |             |  |  |            |                     |            |            |  |   |            |                 |        |        |
|  |             |             |             |             |  |  | 1          | Toronto FC          | 1          | 4          |  |   |            |                 |        |        |
|  |             |             |             |             |  |  | 1          | Toronto FC          | 1          | 4          |  |   |            |                 |        |        |
|  |             |             |             |             |  |  | 5          | Ottawa Fury         | 2          | 0          |  |   |            |                 |        |        |
|  | 4           | FC Edmonton | 0           | 2           |  |  | 5          | Ottawa Fury         | 2          | 0          |  |   |            |                 |        |        |
|  | 4           | FC Edmonton | 0           | 2           |  |  |            |                     |            |            |  |   |            |                 |        |        |
|  | 5           | Ottawa Fury | 1           | 3           |  |  |            |                     |            |            |  |   |            |                 |        |        |
|  | 5           | Ottawa Fury | 1           | 3           |  |  |            |                     |            |            |  | 1 | Toronto FC | 1               | 2      |        |
|  |             |             |             |             |  |  |            |                     |            |            |  | 1 | Toronto FC | 1               | 2      |        |
|  |             |             |             |             |  |  |            |                     |            |            |  |   | 2          | Montréal Impact | 1      | 1      |
|  |             |             |             |             |  |  |            |                     |            |            |  |   | 2          | Montréal Impact | 1      | 1      |
|  |             |             |             |             |  |  |            |                     |            |            |  |   |            |                 |        |        |
|  |             |             |             |             |  |  |            |                     |            |            |  |   |            |                 |        |        |
|  |             |             |             |             |  |  | 2          | Montréal Impact     | 1          | 4          |  |   |            |                 |        |        |
|  |             |             |             |             |  |  | 2          | Montréal Impact     | 1          | 4          |  |   |            |                 |        |        |
|  |             |             |             |             |  |  | 3          | Vancouver Whitecaps | 2          | 2          |  |   |            |                 |        |        |
|  |             |             |             |             |  |  | 3          | Vancouver Whitecaps | 2          | 2          |  |   |            |                 |        |        |

## Turno preliminare
| Arbitro: | J. Marquez |

|              |           |  |
| Williams 89’ | Marcatori |  |

| Arbitro: | D. Barrie |

|                       |           |                                       |
| Keegan 30’ Nyassi 61’ | Marcatori | 1’ Seoane 37’ (rig.) 90+4’ dos Santos |

## Semifinali

### Andata
| Arbitro: | P. Lauziere |

|                               |           |             |
| Williams 57’ (rig.) Soane 72’ | Marcatori | 35’ Cheyrou |

| Arbitro: | M. Fischer |

|                         |           |               |
| Davies 13’ Mezquida 33’ | Marcatori | 62’ Choinière |

### Ritorno
| Arbitro: | M. Barrie |

|                                                             |           |                      |
| Piatti 20’ (rig.) 28’ (rig.) Džemaili 38’ Jackson-Hamel 61’ | Marcatori | 59’ Davies 77’ Greig |

| Toronto 31 maggio 2017                                                                 | Toronto FC | 4 – 0 referto | Ottawa Fury | BMO Field |
| \| \| \| \| \| Edward 21’ (aut.) Endoh 22’ Delgado 80’ Giovinco 85’ \| Marcatori \| \| |            |               |             |           |
|                                                                                        |            |               |             |           |
| Edward 21’ (aut.) Endoh 22’ Delgado 80’ Giovinco 85’                                   | Marcatori  |               |             |           |

## Finale

### Andata
| Arbitro: | Silviu Petrescu |

|             |           |              |
| Mancosu 19’ | Marcatori | 30’ Altidore |

### Ritorno
| Arbitro: | David Gantar |

|                     |           |           |
| Giovinco 53’, 90+5’ | Marcatori | 36’ Tabla |